# Jura (fromage)
Pour les articles homonymes, voir Jura.
 (août 2018).
Si vous disposez d'ouvrages ou d'articles de référence ou si vous connaissez des sites web de qualité traitant du thème abordé ici, merci de compléter l'article en donnant les références utiles à sa vérifiabilité et en les liant à la section « Notes et références ».
Le jura est un fromage suisse de la région des Franches-Montagnes. Il fait partie de la grande famille des gruyères.

## Description
C'est un fromage à base de lait de vache, à pâte pressée cuite.